# 伊藤忠エネクス
伊藤忠エネクス株式会社（いとうちゅうエネクス、英: ITOCHU ENEX CO.,LTD.）は伊藤忠商事が株式の53.97%を保有する伊藤忠グループ中核のエネルギー商社である。　
東京証券取引所プライム市場上場（証券コード：8133）。エネルギー商社としては国内トップの売上規模を誇る。
経営理念は『社会とくらしのパートナー～エネルギーと共に・車と共に・家庭と共に～』
1961年に燃料商社として創業し、社会・生活インフラに必要な石油・ガスの供給によって、強固で安定したコア事業を構築している。
時代の変化に合わせ、石油・ガス事業のビジネスモデルの変革に着手するとともに、 2010年電力小売事業への参入や2014年カーディーラー事業への参入など、現在に至るまで事業拡大を続け、新規事業にも積極的に取り組んでおり、2020年8月現在、ホームライフ部門（LPガス販売、産業用ガス販売等）、カーライフ部門（自動車用エネルギー販売、自動車ディーラー等）、産業ビジネス部門（産業用エネルギー・資材販売等）、電力・ユーティリティ部門（発電、電力販売、熱供給事業等）の4部門構成となっている。
今後は、コア事業との相乗効果を発揮することで、新たな価値の創造による収益基盤の再構築を推進している。

## 沿革
- 1961年（昭和36年）1月28日 - 伊藤忠燃料株式会社として設立。
- 1965年（昭和40年）5月 - 大分九石販売株式会社（現・株式会社九州エナジー/連結子会社/石油事業）の株式を取得。
- 1970年（昭和45年）3月 - 宇島酸水素株式会社（現・伊藤忠工業ガス株式会社/連結子会社/産業ガス事業）の株式を取得。
- 1978年（昭和53年）2月 - 東京証券取引所、大阪証券取引所の市場第二部にそれぞれ上場。
- 1979年（昭和54年）9月 - 東京証券取引所、大阪証券取引所の市場第一部に指定替え。
- 2001年（平成13年）
  - 3月 - 大分県中津市のガス事業を承継し都市ガス事業に参入。
  - 7月1日 - 伊藤忠エネクス株式会社に社名変更。
- 2005年（平成17年）
  - 10月 - 小倉興産株式会社から事業を譲受（石油事業）。新しいコーポレートマークとして「エネクスマーク」を制定
- 2007年（平成19年）4月 - 伊藤忠エネクスホームライフ九州株式会社が株式会社イデックスガスと合併し、社名を株式会社エコアに変更（LPガス事業）
- 2008年（平成20年）9月 - 港南株式会社より石油販売事業を承継。同時にコーナンフリート（現・エネクスフリート）の株式を追加取得（石油事業）。
- 2010年（平成22年）10月 - 電力小売事業に参入。
- 2011年（平成23年）3月 - 工場向けの電熱供給事業に参入、JENホールディングス株式会社（現・エネクス電力）の株式を取得。
- 2012年（平成24年）
  - 1月 - IP&E Palau,Inc.（パラオ共和国）に出資。
  - 5月 - 東京都市サービス（現・連結子会社）の株式を取得し、熱供給事業へ参入。
- 2013年（平成25年）7月 - 大分県中津市における都市ガス事業・LPガス事業をエコアに譲渡。
- 2014年（平成26年）5月 - 大阪カーライフグループ（現・連結子会社）の株式を取得し、カーディーラー事業へ参入。
- 2015年（平成27年）
  - 2月 - 王子グループの王子グリーンリソース株式会社と共同で王子・伊藤忠エネクス電力販売株式会社を設立（電力事業）。
  - 10月 - インドネシアでの工業ガス事業会社 PT.ITC ENEX INDONESIAを設立。
  - 12月 - 株式会社ユーグレナが推進する国産バイオジェット・ディーゼル燃料の実証計画に参画。
- 2016年（平成28年）4月 - 家庭向け電力小売事業へ参入（家庭向け電力販売サービス『eコトでんき！』販売開始）。フィリピンにおけるLPガス販売事業へ出資・参画。
- 2017年（平成29年）10月 - 株式会社エネアークを設立（液化石油ガス（LPG）卸売・小売事業の再編統合）。
- 2019年（平成31年）
  - 2月 - エネクス・アセットマネジメント株式会社が資産の運用を受託するエネクス・インフラファンド投資法人が東京証券取引所のインフラファンド市場に上場。
  - 6月 - 日産自動車株式会社との電気販売の協業を開始[5]。
  - 10月 - GTL燃料が国土交通省NETISに登録され、本格的な販売拡大開始[6]。
  - 11月 - エネクスフリート株式会社と共に、ベトナムでのカーケア事業（洗車等）参画の検討開始[7]。
- 2020年（令和2年）
  - 4月 - タイに太陽光発電事業等の新会社を設立[8]。
  - 4月 - 今治造船、三井E&Sマシナリー、一般財団法人日本海事協会、伊藤忠商事と温室効果ガス・ゼロ・エミッション船に向けた共同開発検討を開始[9]。
- 2024年（令和6年）3月 - 伊藤忠商事並びにジェイ・ウィル・パートナーズとの共同でビッグモーターの買収を発表。会社分割方式で中古車事業を同年5月1日に設立した新会社「WECARS」に継承した[10][11]。

## 拠点
本社
〒100-6028 東京都千代田区霞が関3-2-5 霞が関ビルディング27階-29階
支店
北海道支店  
- 〒060-0001 札幌市中央区北1条西3-3 札幌MNビル7F

東北支店  
- 〒983-0852 仙台市宮城野区榴岡3-4-1 アゼリアヒルズ7F

東日本支店 
- 〒100-6027 東京都千代田区霞が関3-2-5 霞が関ビルディング27階

中部支店  
- 〒460-0003 名古屋市中区錦1-5-11 名古屋伊藤忠ビル6F

関西支店 
- 〒532-0004 大阪市淀川区西宮原2-1-3 SORA新大阪21ビル16F

中四国支店 
- 〒730-0015 広島市中区橋本町10-10 広島インテス7F

九州支店 
- 〒812-8528 福岡市博多区綱場町4-1 福岡RDビル3F

販売支店（カーライフ部門）
北関東販売支店　
- 〒370-0831 群馬県高崎市あら町206 高崎あら町センタービル9F

信越販売支店　　
- 〒370-0831 群馬県高崎市あら町206 高崎あら町センタービル9F

北陸販売支店
- 〒920-0031 石川県金沢市広岡1-1-18 伊藤忠金沢ビル7F

四国販売支店
- 〒760-0028 香川県高松市鍛治屋町3 香川三友ビル4F

沖縄販売支店
- 〒900-0015 沖縄県那覇市久茂地2-14-1 ジブラルタ生命沖縄那覇ビル4F

南九州販売支店
- 〒892-0844 鹿児島県鹿児島市山之口町2-30 鹿児島第一生命ビルディング7F

海外事業所
バンコク駐在員事務所
- 2 JASMINE BLDG., 12th FL., SOI PRASARNMITR(SUKHUMVIT 23), SUKHUMVIT RD., NORTH KLONGTOEY, WATTANA, BANGKOK 10110, THAILAN

油槽所・基地
留萌アスファルト基地
- 〒077-0004　北海道留萌市元町3-22

釧路アスファルト基地
- 〒085-0023　北海道釧路市海運1-1-4

苫小牧アスファルト基地
- 〒059-1373　北海道苫小牧市真砂町20

袖ヶ浦アスファルト基地
- 〒299-0267　千葉県袖ケ浦市中袖15-3

大阪アスファルト基地
- 〒554-0032　大阪市此花区梅町2-5

姫路アスファルト基地
- 〒672-8064　兵庫県姫路市飾磨区細江字浜万才1306

三原アスファルト基地（三原事務所）
- 〒729-0329　広島県三原市糸崎南2-2

福岡アスファルト基地
- 〒810-0076　福岡市中央区荒津2-3-26

佐世保アスファルト基地
- 〒857-1172　長崎県佐世保市東浜町521-4

加治木アスファルト基地
- 〒899-5221　鹿児島県姶良市加治木町港町131

種子島アスファルト基地
- 〒891-3112　鹿児島県西之表市栄町22

奄美大島アスファルト基地
- 〒894-0101　鹿児島県大島郡龍郷町屋入

江田島ターミナル
- 〒737-2132　広島県江田島市江田島町江南3-1-1

長崎ターミナル
- 〒850-0961　長崎県長崎市小ヶ倉町1-1022

## 社名の由来・ロゴに込められた意味
社名の由来
2001年7月、創立40周年を機に社名を「伊藤忠燃料」から「伊藤忠エネクス」へ変更した。
社名の「伊藤忠エネクス」は英文でITOCHU ENEX CO.,LTD.と表記される。ENEXの“E”はエネルギー、エンドコンシューマー（お客様）及びエコロジー（環境）の“E”を表し、また“NEX”は　次世代・将来を表す“NEXT”を意味する。

ロゴに込められた意味
2005年10月に新しく制定したコーポレートマークは、青い地球と真っ赤な太陽をつなぐようにアルファベットの「e」が重なり合う。自然への畏敬と限りある資源を大切に思う心をテーマにしている。
「e」のロゴは、energy & ecoを示すと共に、お客様（end-consumer）を大切にする想いも含んでおり、“人と人”“人と社会”をつなぐコミュニケーションのカタチとして表現している。

## ビジネスモデル
伊藤忠エネクスのビジネスはエネルギー製品（主にガス・石油関連製品）の「トレーディング」であり、当社が全国に持つネットワーク（ガソリンスタンド・工場・病院・一般家庭等）を通じてエネルギー製品の販売を行っている。近年は、電力小売り全面自由化に伴い電力販売やカーディーラー事業へも参入し、事業を拡大を図っている。
伊藤忠エネクスのビジネスにおいて特質すべき点が、顧客基盤の規模と幅の広さである。ビジネスモデル自体において大きな特徴はないが、これまで積み上げてきた顧客基盤とネットワークを活用することによって、ビジネス上の強みを発揮している。各部門が保有している顧客基盤・ネットワークは以下の通り。
ホームライフ部門
- LPガス供給世帯 約150万世帯
- LPガス販売店 約2,700店
- オートガススタンド 44箇所
- 産業用ガスの充填所 6箇所

カーライフ部門
- 系列ガソリンスタンド 約1,700箇所
- カースタレンタカー 約430店舗　(100%子会社であるエネクスオートが展開するレンタカーチェーン)
- 日産大阪のカーディーラー 117店
- Itsumoカード（個人向けクレジットカード）発券枚数　約13万枚

産業ビジネス部門
- 産業用エネルギー供給箇所 約3,500か所　
- 高品位尿素水（AdBlue）の国内販売シェア 28%
- アスファルト販売拠点数と総貯蔵量 12箇所 43,800t　
- アスファルト運搬船 3隻
- アスファルトの国内販売シェア 約20%
- グループ保有のタンクターミナル数と総貯蔵量 2か所 15万t

電力・ユーティリティ部門
- エネクスグループ保有の発電能力 215MW
- 総販売電力量 約4,300千MWh
- 熱供給地区 19箇所
- 家庭、商店向け電気のグループ契約件数 162,740件

すべて2020年5月現在

## 子会社および関連会社
出典
| 部門                     | 会社名                                                  | 本社所在地              | 主な事業内容                                                 | 出資比率 |
| ------------------------ | ------------------------------------------------------- | ----------------------- | ------------------------------------------------------------ | --- |
| ホームライフ部門         | 伊藤忠エネクスホームライフ北海道株式会社                | 札幌市中央区            | LPG販売会社                                                  | 伊藤忠エネクス100% |
| ホームライフ部門         | 伊藤忠エネクスホームライフ東北株式会社                  | 仙台市宮城野区          | LPG販売会社                                                  | 伊藤忠エネクス100% |
| ホームライフ部門         | 伊藤忠エネクスホームライフ西日本株式会社                | 広島市中区              | LPG販売会社                                                  | 伊藤忠エネクス100% |
| ホームライフ部門         | 伊藤忠エネクスホームライフ四国株式会社                  | 愛媛県松山市            | LPG販売会社                                                  | 伊藤忠エネクス100% |
| ホームライフ部門         | 株式会社エコア（LPG販売会社）                           | 福岡市博多区            | LPG販売会社                                                  | 伊藤忠エネクス51%・新出光49%                                                                                                  |
| ホームライフ部門         | 株式会社エネアーク                                      | 東京都千代田区          | LPG販売会社                                                  | 伊藤忠エネクス50%・大阪ガス50%                                                                                                |
| ホームライフ部門         | 伊藤忠工業ガス株式会社                                  | 東京都千代田区          | 高圧ガス関連会社                                             | 伊藤忠エネクス100% |
| ホームライフ部門         | PT. ITC ENEX INDONESIA                                  | West jawa Indonesia     | 高圧ガス販売会社                                             | クリージアエナジーホールディングス100%                                                                                        |
| ホームライフ部門         | 株式会社ジャパンガスエナジー                            | 東京都千代田区          | LPG元売会社                                                  | 伊藤忠エネクス20%・ENEOS51%・日商LPガス29%                                                                                    |
| カーライフ部門           | エネクスフリート株式会社                                | 大阪市淀川区            | 大型トラック対応型ガソリンスタンド運営                       | 伊藤忠エネクス100% |
| カーライフ部門           | エネクス石油販売西日本株式会社                          | 広島市東区              | 車販売・リース・ガソリンスタンド運営会社                     | 伊藤忠エネクス100% |
| カーライフ部門           | 株式会社九州エナジー                                    | 大分県大分市            | レンタカー・車リース・車検会社                               | 伊藤忠エネクス75%・ENEOS25%                                                                                                   |
| カーライフ部門           | 日産大阪販売株式会社 （大阪カーライフグループ株式会社） | 大阪市西区              | カーディーラー会社                                           | 伊藤忠エネクス51.95%・日産ネットワークホールディングス46.75%・その他1.3%                                                      |
| 産業ビジネス部門         | 小倉興産エネルギー株式会社                              | 福岡県北九州市小倉北区  | 石油・アドブルー・ガス・電力・介護など複合エネルギー販売会社 | 伊藤忠エネクス100% |
| 電力・ユーティリティ部門 | エネクス電力株式会社                                    | 東京都千代田区          | 発電会社                                                     | 伊藤忠エネクス100% |
| 電力・ユーティリティ部門 | 東京都市サービス株式会社                                | 東京都中央区            | 熱供給会社                                                   | 伊藤忠エネクス66.6%・東京電力エナジーパートナー33.4%                                                                          |
| 電力・ユーティリティ部門 | 株式会社エネクスライフサービス                          | 東京都千代田区          | 小売電力販売会社                                             | 伊藤忠エネクス100% |
| 電力・ユーティリティ部門 | 王子・伊藤忠エネクス電力販売株式会社                    | 東京都千代田区          | 電力販売会社                                                 | 伊藤忠エネクス60%・王子グリーンリソース40%                                                                                    |
| 電力・ユーティリティ部門 | エネクス・アセットマネジメント株式会社                  | 東京都千代田区          | アセマネ（資産運用）会社                                     | 伊藤忠エネクス50.1%・三井住友信託銀行22.5% ・マーキュリアインベストメント22.5%・マイオーラ・アセットマネジメントPTE. LTD.4.9% |
| 電力・ユーティリティ部門 | ITC ENEX (Thailand) Co., Ltd.                           | Bangkok 10110, Thailand | タイでの太陽光発電会社                                       | |
| 電力・ユーティリティ部門 | ENEX Southeast Asia Co., Ltd.                           | Bangkok 10110, Thailand | タイと近隣諸国の事業統括とマーケットリサーチ会社             | |

## 主な製品・サービス
ガス
- LPガス販売事業
- オートガス事業
- 産業用ガス（工業用・医療用・特殊ガス）　

石油
- 自動車用エネルギー販売事業
- 法人向けエネルギー販売事業
- アスファルト販売事業
- 船舶用燃料販売事業
- 石油製品トレード事業　
- ターミナル事業

電力
- 太陽光発電システム
- エネファーム（家庭用燃料電池）
- ダブル発電システム
- エネパワボL
- 電力小売事業
- 発電事業
- eコトでんき！（家庭向け電力小売事業）
- エネアークでんき（家庭向け電力小売事業）
- エコアのeでんき（家庭向け電力小売事業）
- 日産大阪e-でんき（家庭向け電力小売事業）

熱供給
- 地域熱供給サービス事業
- エネルギーサービスプロバイダ（ESP）事業
- 工場向け蒸気販売事業

自動車
- カーライフサポート事業
- カードサービス
- カースタレンタカー
- カースタくるまリース

エコロジー
- 高品位尿素水 AdBlue
- 太陽光発電システム
- GTL燃料
- 再生可能エネルギー事業
- バイオマス発電共同事業
- 石炭灰・バイオマス燃焼灰リサイクル事業
- スロップ・スラッジ回収販売事業
- PCB廃棄処理仲介事業

## 社会貢献活動
出典
ことばの力を楽しむ会
2013年より東日本大震災の被災地の方々の生きる力を応援することを目的に、「ことばの力を楽しむ会」を全国で開催。朗読と音楽を通してあらゆる世代の感性を育て、大切なことを語り継いでいる。出演は元NHKアナウンサーで伊藤忠エネクス社外取締役を務める山根基世と元TBSアナウンサーの進藤晶子、そして毎回さまざまなゲストを呼び、朗読と様々な音楽を入場無料で楽しんでもらう会。会場では東日本大震災ふくしまこども寄附金や災害復興支援の任意募金を呼びかけ、すべて寄附している。

食育・火育活動
伊藤忠エネクスグループは、全国各地の幼稚園・保育園・保育所を訪問し、子供たちに“いただきます”と“ごちそうさま”の意味や食の大切さ、毎日の感謝の気持ちを伝えることをテーマとした食育活動「いただきます応援宣言 for kids」を2010年度より展開している。炎の尊さと怖さを伝える火育活動も2013年度より展開している。

復興支援
伊藤忠エネクスグループでは、東日本大震災中長期支援として、有志社員から毎月寄附金を募り復興支援に役立てている。2019年度の寄附金総額は1,345,200円。（2011年度-2019年度寄附金総額：30,141,100円）（寄附先：いわての学び希望基金、ふくしまこども寄附金、みやぎこども育英資金）
また、災害被災地の復興支援にも協力している。
- 2018年　西日本集中豪雨被災者支援のための義援金　500万円拠出（寄付先：認定NPO法人ジャパン・プラットフォーム）
- 2019年　令和元年台風被災者支援のための義援金　500万円拠出（寄付先：認定NPO法人ジャパン・プラットフォーム）

社会の仕組みを伝える活動
- ミニさっぽろ
  - 伊藤忠エネクスグループ会社の伊藤忠エネクスホームライフ北海道株式会社では、こどものための職業体験イベント「ミニさっぽろ」に毎年出展しており、こども達にガス設備士の仕事である保安点検業務を楽しく体験してもらう活動をしている。

障がい者支援
- オリジナルカレンダー
  - 社会福祉法人東京コロニーのアートビリティ事業へ協賛し、毎年伊藤忠エネクスが発行しているオリジナルカレンダーのデザインや包装紙に障がい者の方が描いたデザインを起用することで、障がいを持ちながらも意欲的に活動しているアーティストの方々の自立を支援している。

- スポーツ支援
  - 障がい者の健康増進や交流のために活動している特定非営利法人ゆめけんに協賛し活動をサポートしている。ゆめけん主催の水泳大会には毎年社員がボランティアとして運営に協力している。